# آريا ديواري
آريا ديوري (بالفارسية: آریا داوری)، مواليد 11 أبريل 1989، وهو مصارع أمريكي محترف من أصل إيراني، يشارك حالياً في المصارعة الحرة العالمية دبليو دبليو إي (WWE).